# Оверстранд
Община Оверстранд (на африканс Overstrand) е община в окръг Оверберг, провинция Западен Кейп, Република Южна Африка, с площ 2125 км².

## Население
55 449 (2001)

## Расов състав
(2001)
- 20 563 души (37,1%) – цветнокожи
- 19 780 души (35,7%) – бели
- 15 065 души (27,2%) – черни
- 42 души (0,1%) – азиатци